# لیو لینگلینگ
لیو لینگلینگ (انگلیسی: Liu Lingling؛ زادهٔ ۸ نوامبر ۱۹۹۴) ژیمناست ترامپولین اهل چین است.